# 皮姆·范·劳美尔
皮姆·范·劳美尔（荷蘭語：Pim van Lommel；1943年3月15日—）是荷兰的一位濒死体验研究者和作家。
他在乌得勒支大学学习医学，专攻心脏病学。他在阿纳姆的莱茵斯塔特医院担任心脏病专家长达26年（1977年—2003年）。1988年，他启动了一项涉及10家荷兰医院的濒死体验前瞻性研究。研究对象为344名心脏骤停幸存者。2001年，他关于心脏骤停后濒死体验的大规模前瞻性研究的报告发表在医学期刊《柳叶刀》上。2007年，他的畅销书《超越生命的意识：濒死体验的科学》第一版（荷兰语版）出版。